# Courcebœufs
Courcebœufs è un comune francese di 595 abitanti situato nel dipartimento della Sarthe nella regione dei Paesi della Loira.

## Società

### Evoluzione demografica
Abitanti censiti